# La Force (Dordogne)
La Force is een gemeente in het Franse departement Dordogne (regio Nouvelle-Aquitaine). Het is de hoofdplaats van het kanton van dezelfde naam in het arrondissement Bergerac. La Force telde op 1 januari 2022 2.687 inwoners.

## Geografie
De oppervlakte van La Force bedraagt 15,6 km², de bevolkingsdichtheid is 170 inwoners per km² (per 1 januari 2019).
De onderstaande kaart toont de ligging van La Force met de belangrijkste infrastructuur en aangrenzende gemeenten.

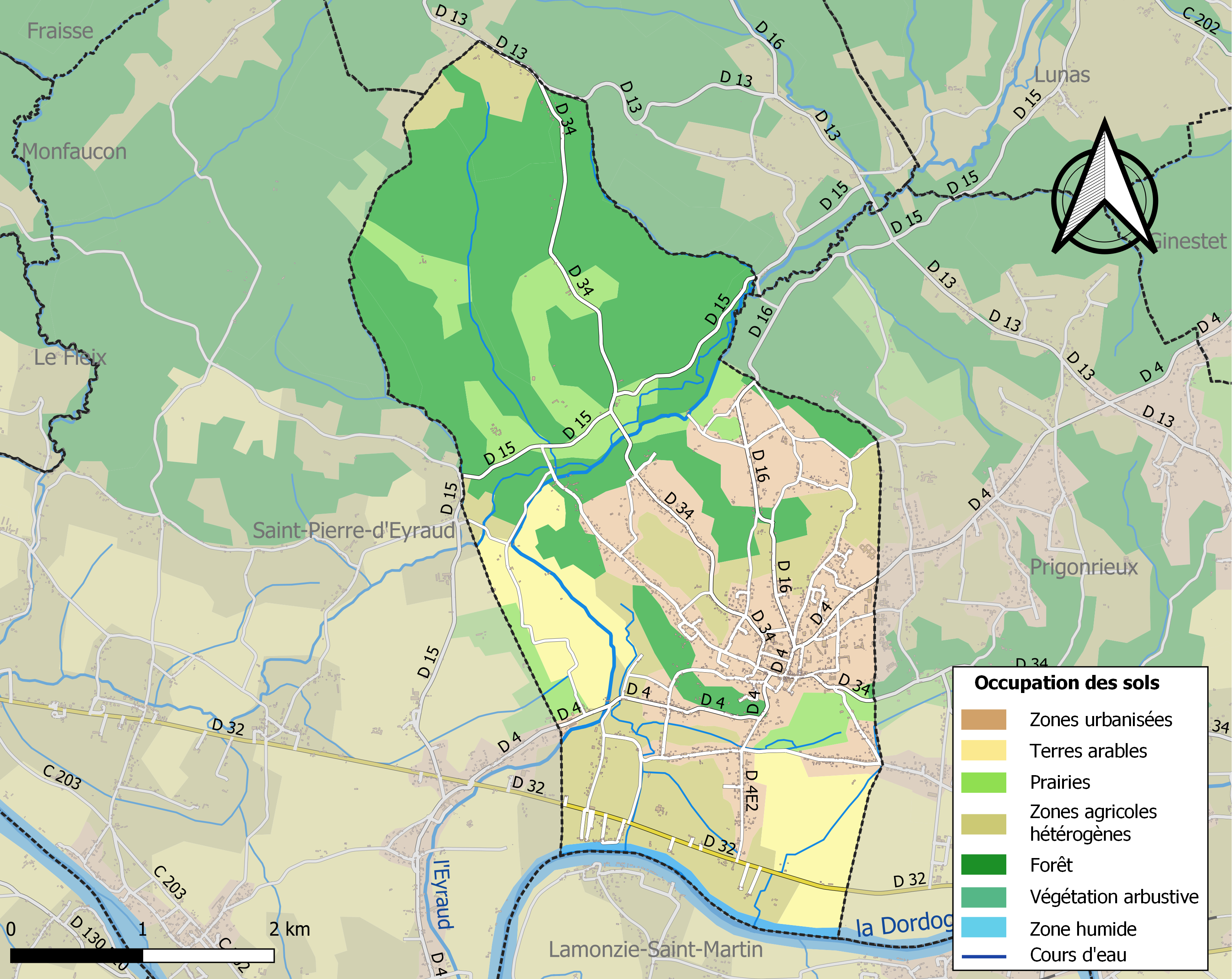

## Demografie
Onderstaande figuur toont het verloop van het inwonertal (bron: INSEE-tellingen).